# اسکی یکه‌باغ
اسکی یکه‌باغ (یکه‌باغ قدیم) (به ازبکی: Eski Yakkabogʻ) یک منطقهٔ مسکونی در ازبکستان است که در شهرستان یکه‌باغ واقع شده‌است. اسکی یکه‌باغ ۱۰٬۸۰۰ نفر جمعیت دارد.